# Diego Barros Arana

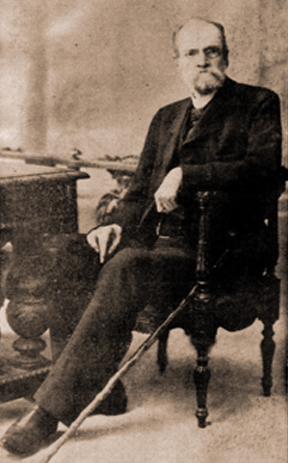
Diego Barros Arana

Diego Barros Arana (* 16. August 1830 in Santiago de Chile; † 4. November 1907 ebenda) war ein bedeutender chilenischer Historiker des 19. Jahrhunderts. Er war außerdem Abgeordneter, Rektor des Instituto Nacional und Diplomat.

## Leben
Diego Barros Arana wurde als sechstes Kind des wohlhabenden Kaufmanns Diego Antonio Barros Fernández de Leiva und der aus der argentinischen Oberschicht stammenden Martina Arana Andonaegui geboren. Er besuchte das Gymnasium des Klosters San Agustínin seiner Heimatstadt und später das Instituto Nacional, wo er Latein, Grammatik, Philosophie, Französisch und die Heiligen Schriften lernte. Im Alter von 19 Jahren publizierte er in der Zeitung El Mercurio de Valparaíso die Übersetzung eines historischen Romans von Alexandre Dumas.
1855 wurde er als Professor an die Fakultät für Philosophie und Geisteswissenschaften der Universidad de Chile berufen. Doch gab er diese Position bereits zwei Jahre darauf wieder auf, um in die Politik einzusteigen. Denn 1857 übernahm er die Herausgeberschaft der Zeitung „El Pais“, die in Opposition zur Regierung von Manuel Montt Torres stand. Ein Jahr später musste er deswegen ins Exil gehen. Er reiste nach Argentinien, London, Sevilla und Paris. 1861 kehrte er nach Chile zurück und wurde Sekretär des Rats der Universidad de Chile. Zwei Jahre später wurde er von José Joaquín Pérez zum Rektor des Instituto Nacional ernannt. Von 1867 bis 1870 war er Abgeordneter von San Fernando und 1886 von Putaendo.

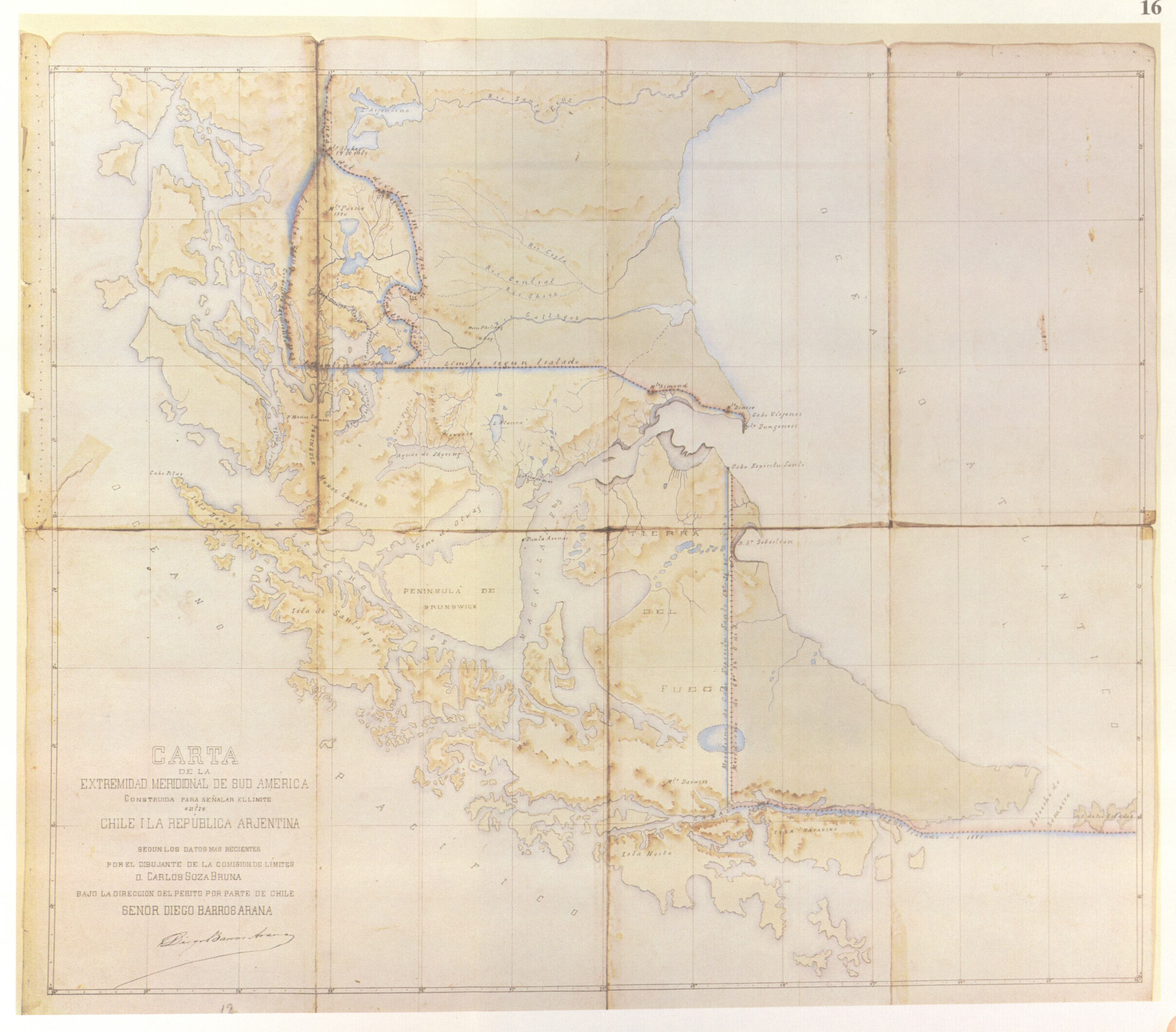
Karte mit der Unterschrift von Diego Barros Arana, Beilage zu einem Bericht an die chilenische Regierung, 1890

Im Auftrag des Präsidenten Federico Errázuriz Zañartu führte er 1875 in Buenos Aires die Verhandlungen für eine Lösung des Grenzstreits über Patagonien, die später, während des Salpeterkrieges, zur Neutralität Argentiniens und zum Grenzvertrag von 1881 zwischen Chile und Argentinien führen sollten. Er war Mitglied der bilateralen Kommission, die das Gutachten zur Grenzziehung ausarbeitete.
Während des Bürgerkriegs von 1891 wandte er sich gegen Präsident José Manuel Balmaceda und musste sich deshalb zeitweise in einem Kloster verborgen halten.
1892 wurde er zum Dekan der Fakultät für Philosophie und Geisteswissenschaften der Universidad de Chile ernannt, ein Jahr darauf zum Rektor dieser Universität. In den letzten zehn Jahren seines Lebens, seit 1897, wirkte er vor allem als Professor für Geschichte am Instituto Nacional.

## Werke
Bemerkung: Namen sind in moderner Rechtschreibung. Damals benutzte man in Chile die reformierte Rechtschreibung nach Andrés Bello.
- Estudios históricos sobre Vicente Benavides y las campañas del sur: 1818-1822 (1850)
- El general Freire (1852)
- Historia general de la independencia de Chile  (4 tomos entre 1854 y 1858)
  - tomo I (1854)
  - tomo II (1855)
  - tomo III (1857)
  - tomo IV (1858)
- Las campañas de Chiloé: (1820-1826) (1856)
- Vida y viajes de Hernando de Magallanes (1864)
- Compendio elemental de historia de América (1865)
- Elementos de geografía física  (1871)
- Manual de composición literaria (1871)
- Riquezas de los antiguos jesuitas de Chile (1872)
- Proceso de Pedro de Valdivia y otros documentos inéditos concernientes a este conquistador (1873)
- Mi destitución: apuntes para la historia del Instituto Nacional  (1873)
- Rasgos biográficos de Don Melchor de Santiago (1883)
- Historia General de Chile (16 volúmenes entre 1884 y 1902)
  - Tomo I (1884)
  - Tomo II (1884)
  - Tomo III (1884)
  - Tomo IV (1885)
  - Tomo V (1885)
  - Tomo VI (1886)
  - Tomo VII (1886)
  - Tomo VIII (1887)
  - Tomo IX (1889)
  - Tomo X (1889)
  - Tomo XI (1890)
  - Tomo XII (1893)
  - Tomo XIII (1894)
  - Tomo XIV (1897)
  - Tomo XV (1897)
  - Tomo XVI (1902)
- Elementos de literatura: retórica y poética (1886)
- Compendio de historia moderna (1888)
- Exploraciones geográficas hidrográficas de José Moraleda y Montero precedidas de una introducción (1888)
- Necrología de D. Juan G.Courcelle Seneuil (1892)
- Plan de estudios y programas de instrucción secundaria aprobados por el Consejo de Instrucción Pública para los liceos del Estado (1893)
- La cuestión de límites entre Chile y la República Argentina: los tratados vigentes, las actas de los peritos, actas sobre el arbitraje, mapa de las dos líneas limítrofes (1895)
- El doctor don Rodolfo Amando Philippi: su vida y sus obras (1904)
- Un decenio de la historia de Chile: (1841-1851)
  - Tomo I (1905)
  - Tomo II (1906)
- Estudios histórico-bibliográficos (5 volúmenes entre 1909-1911)
- Don José Francisco Vergara: bosquejos biográficos a través de su labor parlamentaria su muerte y apoteosis (publicada en 1919)
- La guerra del pacifico 1879-1880 (2 volúmenes) (Download Vol.1 and Vol.II)